# ویلیام ریچرت
ویلیام ریچرت (انگلیسی: William Richert؛ زادهٔ ۱۹۴۲–۱۹ ژوئیه ۲۰۲۲) یک کارگردان اهل ایالات متحده آمریکا بود.
وی کارگردان فیلم‌هایی همچون کشته‌های زمستان بوده‌است.